# 엥겔베르크
엥겔베르크(Engelberg)는 스위스 옵발덴주의 기초 자치체로 스위스 중앙부의 대표적인 산악 휴양지이다. 주 내에서는 니트발덴주를 사이에 두고 비행지로 설정되어 있다. 엥겔베르크는 12세기 창건된 베네딕트파 수도원을 중심으로 발전했다. 엥겔베르크의 지명은 독일어로 ‘천사의 산’을 의미한다. 해발 3,239m의 티틀리스에 대한 관광 거점으로 알려져 있다.

## 역사
엥겔베르크는 1122년에 트륍제의 목초지로 이미 이용되었던 땅에 수도원이 설립되었을 때 처음으로 엥길페르크(Engilperc)라는 명칭으로 역사에 등장했다.
1850년경부터 청정한 공기를 찾아 각국에서 관광객이 방문하기 시작했다. 관광업의 선구자였던 카타니가, 헤스가, 오더매트가에 의해 많은 호텔이 건설되었다. 1872년부터 1874년에 걸쳐 새로운 도로가 정비되었고, 1898년에는 스탄스슈타트-엥겔베르크 전기철도(약칭, LSE)가 개통되었다.
19세기 말에는 하이킹과 산악 스포츠가 발달해 1903-1904 시즌에 엥겔베르크 첫 겨울 시즌을 맞이했다. 1913년에 게르슈니알프(Gerschnialp)까지, 1927년에 트륍제(Trübsee)까지 케이블카가 연장되었다. 1938년에는 알펜스키 세계선수권이 개최되었다. 1967년에는 티틀리스산의 산 정상 부근에 있는 클라인 티틀리스역(해발 3020m)까지 케이블카가 부설되었다.
2000년에 엥겔베르크 노동 인구의 3/4이 제3차 산업, 특히 관광업에 종사하고 있다.

## 인구
엥겔베르크의 인구는 4,279명(2010년 12월 31일 현재), 2009년에는 22.3%가 외국적이었다. 2000년 통계에서는 88.2%가 독일어 화자, 또 인구의 26.2%가 19세 이하, 58.3%가 20세부터 64세, 15.4%가 65세 이상이었다.
과거 인구는 다음 표에 제시되어 있다.
| 년   | 인구  |
| ---- | ----- |
| 1709 | 678   |
| 1799 | 1,468 |
| 1850 | 1,737 |
| 1900 | 1,973 |
| 1950 | 2,544 |
| 2000 | 3,544 |
| 2010 | 3,859 |

## 지리
티틀리스산의 북쪽 경사면에 펼쳐져 있으며 취리히에서 남쪽으로 직선 거리로 65km 정도이다. 엥겔베르크의 면적은 74.85km2, 그 중 28.5%가 농지이며, 24.5%가 삼림, 3.1%가 도로나 건물 등의 도시화 부분, 43.9%가 하천과 빙하, 산지 등을 구성한다.
평균 해발은 1,020m, 티틀리스산의 최고점은 3,239m이다.
| 1036m 고지의 엥겔베르크 (1981-2010)의 기후 | 1036m 고지의 엥겔베르크 (1981-2010)의 기후 | 1036m 고지의 엥겔베르크 (1981-2010)의 기후 | 1036m 고지의 엥겔베르크 (1981-2010)의 기후 | 1036m 고지의 엥겔베르크 (1981-2010)의 기후 | 1036m 고지의 엥겔베르크 (1981-2010)의 기후 | 1036m 고지의 엥겔베르크 (1981-2010)의 기후 | 1036m 고지의 엥겔베르크 (1981-2010)의 기후 | 1036m 고지의 엥겔베르크 (1981-2010)의 기후 | 1036m 고지의 엥겔베르크 (1981-2010)의 기후 | 1036m 고지의 엥겔베르크 (1981-2010)의 기후 | 1036m 고지의 엥겔베르크 (1981-2010)의 기후 | 1036m 고지의 엥겔베르크 (1981-2010)의 기후 | 1036m 고지의 엥겔베르크 (1981-2010)의 기후 |
| 월                                         | 1월                                        | 2월                                        | 3월                                        | 4월                                        | 5월                                        | 6월                                        | 7월                                        | 8월                                        | 9월                                        | 10월                                       | 11월                                       | 12월                                       | 연간                                       |
| ------------------------------------------ | ------------------------------------------ | ------------------------------------------ | ------------------------------------------ | ------------------------------------------ | ------------------------------------------ | ------------------------------------------ | ------------------------------------------ | ------------------------------------------ | ------------------------------------------ | ------------------------------------------ | ------------------------------------------ | ------------------------------------------ | ------------------------------------------ |
| 일평균 최고 기온 °C (°F)                   | 1.7 (35.1)                                 | 2.7 (36.9)                                 | 6.6 (43.9)                                 | 10.6 (51.1)                                | 15.7 (60.3)                                | 18.5 (65.3)                                | 20.7 (69.3)                                | 19.9 (67.8)                                | 16.1 (61.0)                                | 12.2 (54.0)                                | 5.7 (42.3)                                 | 2.4 (36.3)                                 | 11.1 (52.0)                                |
| 일일 평균 기온 °C (°F)                     | −2.1 (28.2)                                | −1.4 (29.5)                                | 1.9 (35.4)                                 | 5.5 (41.9)                                 | 10.1 (50.2)                                | 13.0 (55.4)                                | 15.1 (59.2)                                | 14.6 (58.3)                                | 11.2 (52.2)                                | 7.5 (45.5)                                 | 1.9 (35.4)                                 | −1.2 (29.8)                                | 6.3 (43.3)                                 |
| 일평균 최저 기온 °C (°F)                   | −5.8 (21.6)                                | −5.4 (22.3)                                | −2.3 (27.9)                                | 0.9 (33.6)                                 | 5.1 (41.2)                                 | 8.1 (46.6)                                 | 10.3 (50.5)                                | 10.1 (50.2)                                | 7.0 (44.6)                                 | 3.7 (38.7)                                 | −1.5 (29.3)                                | −4.6 (23.7)                                | 2.1 (35.8)                                 |
| 평균 강수량 mm (인치)                      | 91 (3.6)                                   | 90 (3.5)                                   | 104 (4.1)                                  | 120 (4.7)                                  | 140 (5.5)                                  | 179 (7.0)                                  | 184 (7.2)                                  | 185 (7.3)                                  | 112 (4.4)                                  | 96 (3.8)                                   | 109 (4.3)                                  | 97 (3.8)                                   | 1,510 (59.4)                               |
| 평균 강설량 cm (인치)                      | 81.6 (32.1)                                | 81.9 (32.2)                                | 77.6 (30.6)                                | 35.6 (14.0)                                | 5 (2.0)                                    | 0 (0)                                      | 0 (0)                                      | 0 (0)                                      | 0 (0)                                      | 9.5 (3.7)                                  | 46.3 (18.2)                                | 76.8 (30.2)                                | 414.3 (163.1)                              |
| 평균 강수일수 (≥ 1.0 mm)                   | 11.4                                       | 10.4                                       | 13.6                                       | 12.9                                       | 14.9                                       | 15.9                                       | 15.2                                       | 14.3                                       | 12.0                                       | 10.3                                       | 11.4                                       | 11.7                                       | 154                                        |
| 평균 강설일수 (≥ 1.0 cm)                   | 8.4                                        | 8.1                                        | 7.8                                        | 5.4                                        | 0.8                                        | 0                                          | 0                                          | 0                                          | 0                                          | 0.7                                        | 5.2                                        | 8.3                                        | 44.7                                       |
| 평균 상대 습도 (%)                         | 78                                         | 78                                         | 76                                         | 74                                         | 76                                         | 79                                         | 80                                         | 82                                         | 83                                         | 82                                         | 82                                         | 80                                         | 79                                         |
| 평균 월간 일조시간                         | 51                                         | 91                                         | 122                                        | 133                                        | 145                                        | 150                                        | 165                                        | 152                                        | 132                                        | 114                                        | 61                                         | 31                                         | 1,350                                      |
| 가능 일조율                                | 45                                         | 46                                         | 44                                         | 42                                         | 41                                         | 40                                         | 45                                         | 46                                         | 46                                         | 48                                         | 43                                         | 41                                         | 44                                         |
| 출처: MeteoSwiss                           |                                            |                                            |                                            |                                            |                                            |                                            |                                            |                                            |                                            |                                            |                                            |                                            |                                            |

## 관광
여름은 티틀리스 관광과 하이킹, 겨울은 스키를 중심으로 세계 각국의 관광객과 체류객으로 활기차게 보인다.
- 티틀리스

엥겔베르크 남쪽에 위치한 티틀리스 산의 정상에는 연중 만년설과 빙하가 펼쳐진다. 기슭의 엥겔베르크에서 티틀리스 산정 부근의 클라인 티틀리스 역까지 곤돌라와 케이블카를 갈아타고 올라갈 수 있다. 최종 구간이 되는 슈탄트~클라인 티틀리스 사이는 세계 최초의 회전 공중 케이블카인 '로테어 Rotair'가 운행하고 있다. 클라인 티틀리스역에는 레스토랑과 전망 테라스 외에 빙하 동굴, 빙하 공원 등의 관광 설비가 갖추어져 있다. 또 티틀리스 산정 부근에는 유럽에서 가장 높은 길이 100m의 현수교가 탄생했다.
중간역 트륍제 부근에 있는 호수 주변에는 다양한 하이킹 코스가 갖추어져 있다.
- 엥겔베르크 수도원

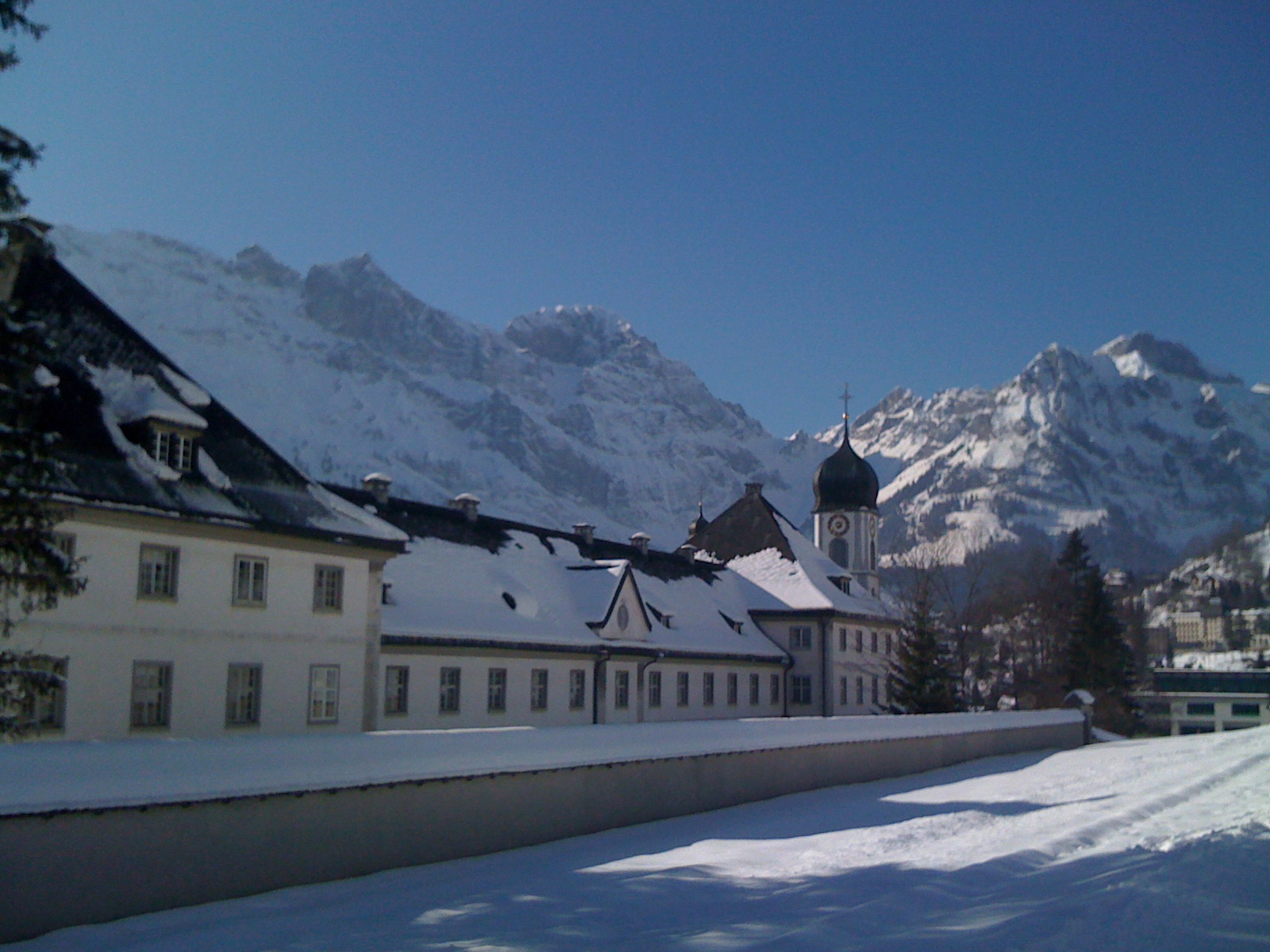
베네딕도회 수도원

12세기에 건립된 수도원은 18세기 말까지 엥겔베르크와 계곡 일대를 통치했다. 수도원 교회의 파이프 오르간은 스위스 최대급의 것. 수도원에는 현재도 약 30명의 수도사가 생활을 보내고 있다. 부지 내에는 치즈 센터가 병설되어 치즈를 제조하는 체험을 해볼 수 있다.
- 겨울의 엥겔베르크

엥겔베르크는 스위스 중부에서 가장 큰 스키 리조트로 알려져 있다. 10월부터 5월의 장기간 활주가 가능하며 상급자용 난이도가 높은 경사면이 많다.
최근, 리프트로 접근할 수 있는 티틀리스 산의 꼭대기나 요흐 고개에서 미끄러지는 북쪽 경사면은, 오프피스테(코스외)의 활주를 즐기는 많은 북유럽의 스키어들에게 메카가 되고 있다. 계곡 쪽을 사이에 두고 북쪽의 브룬니 스키장은 초보자를 위한 완만한 코스가 중심이지만, 남쪽을 향한 경사면이므로 눈질, 시즌의 길이 모두 티틀리스 쪽보다는 떨어진다.
알펜스키 외에도 크로스컨트리 스키 코스도 정비되어 있다. 또한 엥겔베르크 마을 중심부에 가까운 그로스 티틀리스 샹체에서는 스키 점프 월드컵 이 매년 개최되어 많은 관객을 모은다.